# Flávio Del Carlo
Flávio Del Carlo (1956 — São Paulo, 3 de julho de 2013) foi um animador, diretor e ilustrador brasileiro.  
Formado em Cinema pela FAAP, Del Carlo começou a realizar trabalhos na década de 1970, ainda no formato Super-8.
Realizou vários curtas-metragens de animação, que misturavam técnicas diferentes de animação (stop-motion, animação com massinha, etc.) em filmes como Paulicéia e Tzumbra-Tzuma, assim como sequências de abertura dos longa-metragens em live-action Patriamada, de Tizuka Yamasaki, e Jânio a 24 Quadros, de Luiz Alberto Pereira.
Na TV Cultura de São Paulo, participou da produção dos programas Rá-Tim-Bum e Castelo Rá-Tim-Bum, com a parte de animação. Também criou e dirigiu a abertura e todas as vinhetas do programa Glub-Glub, da mesma emissora.

## Filmografia resumida
- Kakós Kay Agatós (curta-metragem)
- Sem Título (desenho animado)
- Ói Nóiz Aqui Traveiz (desenho animado)
- Cruzada Tropicalista (curta-metragem)
- Veneta (desenho animado)
- Paulicéia (desenho animado/documentário)
- Quadro a Quadro (desenho animado)
- Casa das Retortas (desenho animado/documentário)
- Planeta Terra (desenho animado)
- Tzumbra Tzuma (desenho animado)
- O Grotão (curta-metragem)
- Um Minuto Para Meia Noite (média metragem-documentário)
- Bruxa e Fada (curta-metragem)
- Patriamada (seqüência de abertura)
- Jânio a 24 Quadros (seqüência de abertura)
- Rá-Tim-Bum (abertura e vinhetas da série da TV Cultura)
- Castelo Rá-Tim-Bum (série da TV Cultura)
- Glub-Glub (abertura e vinhetas para série da TV Cultura)
- Squich! (desenho animado)
- Figurinhas Carimbadas - Machado de Assis(desenho animado/documentário)
- Figurinhas Carimbadas - Santos Dumont(desenho animado/documentário)
- Figurinhas Carimbadas - Oswaldo Cruz(desenho animado/documentário)
- Transformando Em Pó(desenho animado)
- Infinito(desenho animado)
- Digital-ADA LOVELACE(desenho animado)
- Digital(desenho animado)
- Clip Art(desenho animado)

## Prêmios
- Paulicéia - melhor curta no Festival de Gramado de 1978[3] [4]
- Veneta - melhor desenho animado no Festival internacional de Barcelona[5] [6]
- Tzubra Tzuma - melhor curta-metragem no Festival de Gramado de 1983[7] [8]
- Um Minuto para Meia-Noite - melhor filme do ano pela Federação de Cineclubes de 1984[9]
- SQUICH - prêmio especial do juri em Gramado 92  [7] e no Festival de Brasília, melhor animação no Festival de Havana, em Cuba, 1993.[1]